# Mentha longifolia
- Commons
- Wikispecies

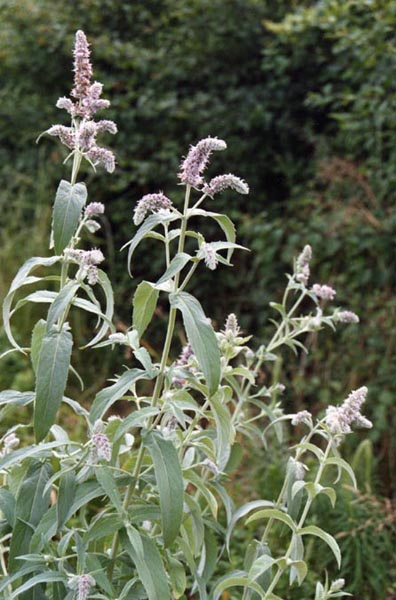

Hortelã-silvestre ou menta-silvestre (Mentha longifolia) é uma espécie do gênero das mentas e poejos, nativa da Europa, da Ásia Ocidental e Central e do norte e do sul da África (áreas não-tropicais). É conhecido também como alevante, menta-silvestre, menta-de-cavalo ou hortelã-de-cavalo.

## Descrição
É uma planta herbácea perene muito variável com um aroma de hortelã. Como outras mentas, tem um rizoma, com caules de 40 a 120 cm de altura. As folhas são oblongo-elípticas a lanceoladas, 5 a 10 cm de comprimento e 1,5 a 3 cm de largura, numa camada fina densamente tomentoso. As flores têm 3 a 5 mm de comprimento, lilás, roxo ou branco, produzido em ramificações aglomeradas e densas no ápice; floração ocorre no fim do verão. Ele se brota pelas rizomas para formar colônias-clone.

## Taxonomia

### Sinonímia
- M. spicata var. longifolia L. (Tem sido amplamente confundida com a variante de Mentha spicata; ele pode ser distinguido a partir de sua ramificação);[6]
- M. sylvestris L.;
- M. tomentosa D'Urv.;
- M. incana Willd.

### Subespécies
- Mentha longifolia subsp. longifolia, Europa, noroeste da África.
- Mentha longifolia subsp. capensis (Thunb.) Briq., Sul da África.
- Mentha longifolia subsp. grisella (Briq.) Briq., Sudeste Europeu.
- Mentha longifolia subsp. noeana (Briq.) Briq., Turquia até o leste iraniano.
- Mentha longifolia subsp. polyadena (Briq.) Briq., Sul da África.
- Mentha longifolia subsp. typhoides (Briq.) Harley., Noroeste africano, sudoeste asiático.
- Mentha longifolia subsp. wissii (Launert) Codd., Sudoeste africano.[2][3][7]